# Aribo d'Austria
Aribo d'Austria (850 – dopo il 909) fu margravio della marca Orientale (comes terminalis Marchae Orientalis), nonché il capostipite della dinastia degli Aribonidi.

## Biografia
Sotto il suo governo, la marca orientale occupava un'area lungo il fiume Danubio, dal fiume bavarese Traun fino a Szombathely e il fiume Rába, compreso il bacino di Vienna. Aribo venne nominato margravio dal re dei Franchi Orientali Ludovico il Germanico per succedere ai fratelli Engelschalk I e Guglielmo, dei quali probabilmente era cognato, morti in una campagna condotta contro le forze del regno della Grande Moravia. Aribo mantenne la pace con il principe Svatopluk di Moravia e ciò ripagò nell'882, quando si ribellò contro di lui Engelschalk II, insieme agli altri figli dei suoi predecessori, rivendicando i loro diritti sulla marca. Così Engelschalk II si rivolse ad Arnolfo di Carinzia, poiché Aribo aveva ottenuto l'appoggio dell'imperatore Carlo III il Grosso, che gli riconfermato la sua posizione. Svatopluk reagì entrando in guerra in favore dell'Imperatore e di Aribo, il quale riuscì a rientrare nella marca pacificata nell'884. Tuttavia, nonostante la dimostrazione di forza data e il supporto dei moravi rimanesse stabile, Aribo non si riconciliò mai con Arnolfo. Questo fatto divenne un problema per Aribo quando Arnolfo divenne re dei Franchi Orientali nell'887. Nell'893 Arnolfo nominò Engelschalk II a capo della marca orientale, rendendo Aribo un suo subordinato. Dopo la caduta in disgrazia di Aribo, suo figlio Isanrico trovò rifugio in Moravia per timore di Arnolfo. Intorno al 905 Aribo emise a Raffelstetten un codice doganale relativo al commercio lungo il fiume Danubio. Sopravvisse alla disastrosa battaglia di Presburgo, ma la maggior parte del territorio della marca orientale andò perduta.
Viene menzionato dalle fonti per l'ultima volta in un atto del 909, quando lui e l'arcivescovo di Salisburgo Pellegrino furono investiti dell'abbazia di Altmünster dal re Ludovico IV il Fanciullo. Aribo sarebbe morto mentre cacciava bisonti. I suoi discendenti divennero una delle più potenti dinastie bavaresi. Infatti, essi furono a capo dell'arcivescovado di Salisburgo ed ebbero l'ufficio di conti palatini di Baviera nel X secolo, ma alla fine furono espulsi da posizioni di prestigio dai loro rivali Luitpoldingi.